# Finspång (plaats)
Finspång is de hoofdplaats van de gemeente Finspång in het landschap Östergötland en de provincie Östergötlands län in Zweden. De plaats heeft 12.415 inwoners (2005) en een oppervlakte van 801 hectare.

## Verkeer en vervoer
Bij de plaats lopen de Riksväg 51 en Länsväg 215.

## Geboren
- Baron Charles De Geer (1720-1778), industrieel en entomoloog
- Per Unckel (1948-2011), politicus
- Pär Arvidsson (1960), zwemmer
- Bengt Baron (1962), zwemmer
- Liselotte Neumann (1966), golfer
- Robert Steiner (1973), voetballer
- Dan Swanö (1973), muzikant

## Bekendheden
- Louis de Geer (1587–1652), Wapenproducent

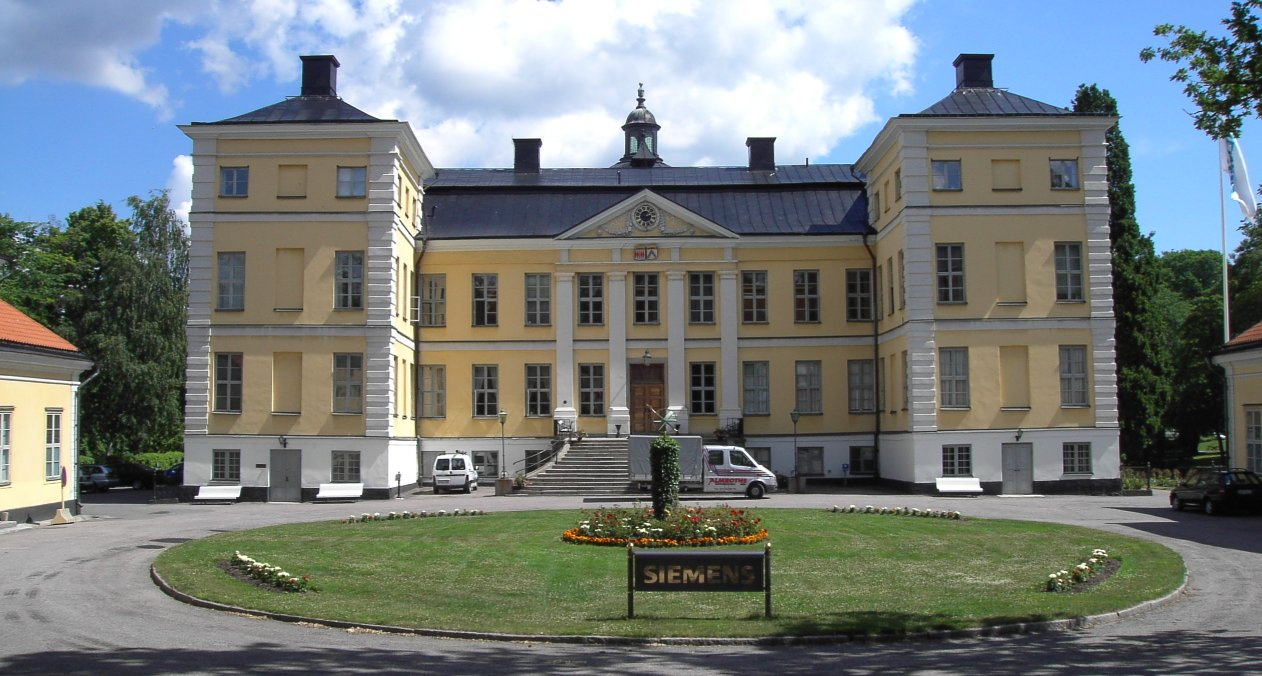
Kasteel te Finspång